# Giro del Veneto 2024
Il Giro del Veneto 2024, ottantasettesima edizione della corsa e valida come cinquantacinquesima prova dell'UCI ProSeries 2024 categoria 1.Pro, si svolse il 16 ottobre 2024 su un percorso di 173,0 km, con partenza da Verona e arrivo a Monte Berico, in Italia. La vittoria fu appannaggio del neozelandese Corbin Strong, il quale completò il percorso in 3h50'03", alla media di 45,232 km/h, precedendo il belga Xandro Meurisse e il francese Romain Grégoire.
Sul traguardo di Monte Berico 74 ciclisti, dei 118 partiti da Verona, hanno portato a termine la competizione.

## Squadre e corridori partecipanti
| N.    | Cod. | Squadra               |
| ----- | ---- | --------------------- |
| 1-7   | ADC  | Alpecin-Deceuninck    |
| 11-17 | ARK  | Arkéa-B&B Hotels      |
| 21-27 | AQT  | Astana Qazaqstan Team |
| 31-37 | COF  | Cofidis               |
| 41-46 | GFC  | Groupama-FDJ          |
| 51-57 | IWA  | Intermarché-Wanty     |
| 61-67 | MOV  | Movistar Team         |
| 71-77 | JAY  | Team Jayco AlUla      |
| 81-87 | UAD  | UAE Team Emirates     |

| N.      | Cod. | Squadra                            |
| ------- | ---- | ---------------------------------- |
| 91-97   | COR  | Corratec Vini Fantini              |
| 101-107 | IPT  | Israel-Premier Tech                |
| 111-117 | Q36  | Q36.5 Pro Cycling Team             |
| 121-127 | PTK  | Team Polti Kometa                  |
| 131-137 | UXT  | Uno-X Pro Cycling Team             |
| 141-147 | VBF  | VF Group-Bardiani CSF-Faizanè      |
| 151-156 | GEF  | General Store-Essegibi-F.lli Curia |
| 161-167 | MGK  | MG.K Vis Colors for Peace          |
| 171-177 | BIE  | Biesse-Carrera                     |

## Ordine d'arrivo (Top 10)
| Pos. | Corridore         | Squadra     | Tempo    |
| ---- | ----------------- | ----------- | -------- |
| 1    | Corbin Strong     | Israel      | 3h50'03" |
| 2    | Xandro Meurisse   | Alpecin     | s.t.     |
| 3    | Romain Grégoire   | Groupama    | s.t.     |
| 4    | Davide De Pretto  | Jayco       | a 3"     |
| 5    | Marc Hirschi      | UAE         | a 4"     |
| 6    | Mattia Bais       | Polti       | s.t.     |
| 7    | Lorenzo Rota      | Intermarché | a 5"     |
| 8    | Filippo Fiorelli  | VF Group    | s.t.     |
| 9    | Davide Toneatti   | Astana      | s.t.     |
| 10   | T. H, Johannessen | Uno-X       | s.t.     |